# Емерсон Деоклесіану
Емерсон Деоклесіану (порт. Emerson Deocleciano, нар. 27 липня 1999, Ітамаражу) — бразильський футболіст, нападник латвійського клубу РФШ.
Дворазовий чемпіон Латвії. Володар Кубка Латвії.

## Ігрова кар'єра
Народився 27 липня 1999 року в місті Ітамаражу. Вихованець футбольної школи клубу «Віла-Нова». Дорослу футбольну кар'єру розпочав 2018 року в основній команді того ж клубу, в якій провів один сезон. 
Привернув увагу представників тренерського штабу клубу «Локомотива», до складу якого приєднався 2019 року. Відіграв за загребських «локомотивів» наступний сезон своєї ігрової кар'єри.
Протягом 2020 року захищав кольори клубу РФШ.
Того ж року повернувся до клубу «Локомотива». Цього разу провів у складі його команди один сезон. 
До складу клубу РФШ приєднався 2021 року. Станом на 15 вересня 2024 року відіграв за ризький клуб 118 матчів в національному чемпіонаті.

## Титули і досягнення
- Чемпіон Латвії (2):

РФШ: 2021, 2023
- Володар Кубка Латвії (1):

РФШ: 2021